# Мыслина
Мыслина (укр. Мислина) — село в Дубовской сельской общине Ковельского района Волынской области Украины.
Код КОАТУУ — 0722185602. Население по переписи 2001 года составляет 42 человека. Почтовый индекс — 45023. Телефонный код — 3352. Занимает площадь 0,012 км².